# Docencia 2.0

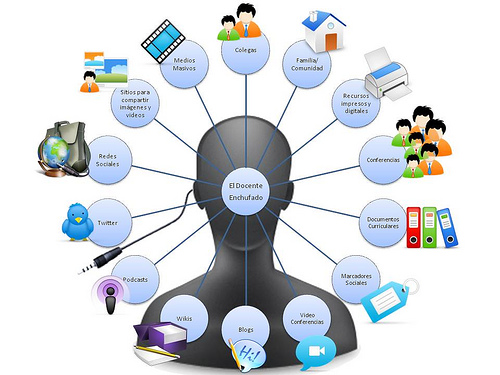
Habilidades del Docente del

El término docencia 2.0 se refiere a un conjunto de técnicas pedagógicas apoyadas en servicios Web 2.0 utilizados en ámbitos educativos. Los servicios de la Web 2.0 más utilizados incluyen blogs, diversas redes sociales y los wikis, y le permiten al docente "incrementar su capacidad de comunicación y motivación en el aula, y para optimizar los esfuerzos dedicados a la búsqueda de información, el trabajo colaborativo y la comunicación de sus resultados en el laboratorio."

## Origen del término
Si bien el término nace aprovechando el éxito de la "Web 2.0" (así que no puede ser anterior al 2005), es en el 2006 cuando el término "2.0" comienza a aparecer internacionalmente en los artículos especializados en educación tanto en inglés (Web 2.0: A New Wave of Innovation for Teaching and Learning? ) como en español (El profesor 2.0: docencia e investigación desde la red) . Sin embargo, no es hasta el 2007 cuando encontramos ligados los términos "docencia" y "2.0" por primera vez en artículos de profesores de las universidades españolas UOC y UEM. Hasta donde sabemos, el término "docencia 2.0" no ha hecho fortuna en inglés (teaching 2.0) por ser, como decíamos, un término asociado al EEES al que el sistema universitario estadounidense permanece ajeno, aunque el término es poco a poco cada vez más conocido y aplicado.

## Metodología 2.0
A principios del año 2004 el uso de la TIC estaba limitado hacia la lectura y escritura. Debido a esto, surgieron los edublogs y servían para que los estudiantes compartan su trabajo individualmente o grupalmente. Más adelante, los docentes 2.0 se dieron cuenta de que un alumno alrededor de los 15 años cuenta con un celular que le permite estudiar mediante el uso de diversas aplicaciones. En consecuencia nació la metodología 2.0 la cual se basa en utilizar una variedad de aplicaciones y herramientas que puedan acceder la nueva generación de alumnos. Por ejemplo: Blogs, wikis, redes sociales, sitios web con foros para que puedan interactuar de forma académica, etc.
Por otro lado, tenemos el e-learning 2.0 que crea nuevos escenarios de formación que permiten que los estudiantes puedan tener un rol más activo en su propio proceso de formación virtual. En este e-learning 2.0, diferentes tecnologías alcanzarán un papel clave para que el alumno se informe comunique y adquiera conocimiento, de manera que tenga las competencias para buscar información, organizarla, producirlas, publicarlas y comunicarlas.
La metodología 2.0 se hace presente en algunos proyectos educativos para sacar todo su potencial. Uno de estos proyectos surgió en España y es llamada escuela 2.0. Este proyecto consistió en dar una computadora a cada alumno y hacer el uso de las TIC. Uno de los propósitos que presentaba este nuevo proyecto consistía en que el alumno tenga la autonomía y tecnología adecuada para hacer búsquedas, investigar, extraer datos, así como sintetizar información en Internet. La nueva forma de enseñanza trajo consigo nuevas herramientas que serían indispensables tener en el aula. Por ejemplo,  el uso de las pizarras digitales para apoyar las exposiciones y videos multimedia del docente y del estudiante, las actividades interactivas que necesitaría el uso del Internet para acceder a espacios virtuales o aplicaciones donde se desarrollan las tareas para los alumnos, dejar los libros de texto como único material de estudio y tenerlo de forma digital.
Otro proyecto en el cual se hace presente la metodología 2.0 es en el proyecto argentino conectar igualdad. Este proyecto se enfoca en el uso de las aulas virtuales, propuestas pedagógicas y recursos digitales (netbooks, celulares y plataformas institucionales) en la escuela. Cabe recalcar que los estudiantes pueden navegar de manera gratuita sin consumir datos debido al apoyo de ARSAT, Ente Nacional de Comunicaciones (ENACOM), y otras empresas de telecomunicaciones argentinas.
Otro caso similar al de conectar igualdad, es el de la Universidad Española pero en esta ocasión se puede ver el lado negativo de la utilización  de las  tecnologías. El uso de las redes sociales, blogs, YouTube no impactan dentro de las aulas, el alumnado las utiliza de forma habitual.
Para saber más de ello, se realizó una encuesta en donde se da cuenta de que el alumnado utiliza con más frecuencia las TIC para enviar correos electrónicos y para el uso de redes sociales. Por ende, se utilizan con muy poca frecuencia a la hora de intercambiar trabajos de clase o documentación. Los docentes piden un cambio de metodologías, como los trabajos tradicionales ( trabajo por proyectos y clases invertidas).
En cuanto a la metodología colaborativas en la Universidad,  se encuentran muy bien consideradas en el alumno pero no se utilizan, y estas apenas se utilizan a través de las herramientas de la Web 2.0, es por ello que es necesario que la Universidad analice el impacto de las redes sociales y las TIC en las aulas.

## Ejemplos de docencia 2.0
Muchas acciones de algunos centros educativos, aún coincidiendo con lo que se entiende por "docencia 2.0" (creación de redes sociales, blogs de la comunidad, metodologías centradas en el alumno y demás), carecen de una base pedagógica y sociológica que les dé coherencia. Son pocas las instituciones educativas que han diseñado una estrategia general verdaderamente renovadora ya que, como señala Duart  "la universidad está contribuyendo decididamente en el cambio y en la transformación de la sociedad, pero no ha sabido transformarse ella misma como institución".
A pesar de todo, algunas universidades dan pasos en la docencia 2.0 y la metodología 2.0, como las mencionadas Universidad Abierta de Cataluña y Universidad Europea de Madrid, pero también se pueden encontrar experiencias en países latinoamericanos como Argentina, Perú, México, Colombia y Brasil.
La docencia se ubica dentro del campo educativo como una actividad que promueve conocimientos y que sitúa al docente como factor especial. Se menciona con frecuencia que la relación pedagógica se establece con referencia a los saberes; 
La docencia es, pues, parte importante de ese proceso de construcción y acumulación de saberes, proceso siempre inconcluso, durante el cual los actores no son siempre totalmente conscientes de por qué y de cómo lo hacen, del proceso mismo por el que conocen e intentan descifrar la realidad. El maestro que transmite un saber o un conocimiento se está enfrentando al interrogante de cómo se produce el conocimiento, cuáles son sus condiciones específicas y contra qué se rigen las nuevas verdades del mundo; cuál es la realidad en la que el hombre está inmerso en la actualidad ya que cada día hay mejoras que nos permiten ser mejores como docentes y sembrar nuevos conocimientos, reflexiones e investigaciones en los alumnos. 
El Docente debe de actuar como agente de cambios con compromisos y retos intrínsecos que le permita esforzarse a plenitud para encontrarse a sí mismo y poder diseñar el camino para enseñar y orientar en educación y que el acto de educar se convierta en una acción vital y superior para la construcción y formación de la vida misma de los hombres con una actitud capaz de insistir en la búsqueda de medios y técnicas que permitan mejorar el proceso curricular y de garantizar su constante mejoramiento personal y profesional.
En el ámbito de la educación superior se acuña el concepto de Universidad 2.0 haciendo referencia a una nueva forma de interacción profesor alumno mediada por el uso de las TIC y de diversas plataformas digitales y redes sociales que facilitan el proceso de enseñanza aprendizaje. En este contexto el rol del docente exige dotarlo de nuevas capacidades para el análisis de redes sociales y la comprensión de novedosos modelos de aprendizaje digital 